# Lycium intricatum
Der Sparrige Bocksdorn (Lycium intricatum) ist eine Pflanzenart aus der Gattung der Bocksdorne (Lycium) in der Familie der Nachtschattengewächse (Solanaceae).

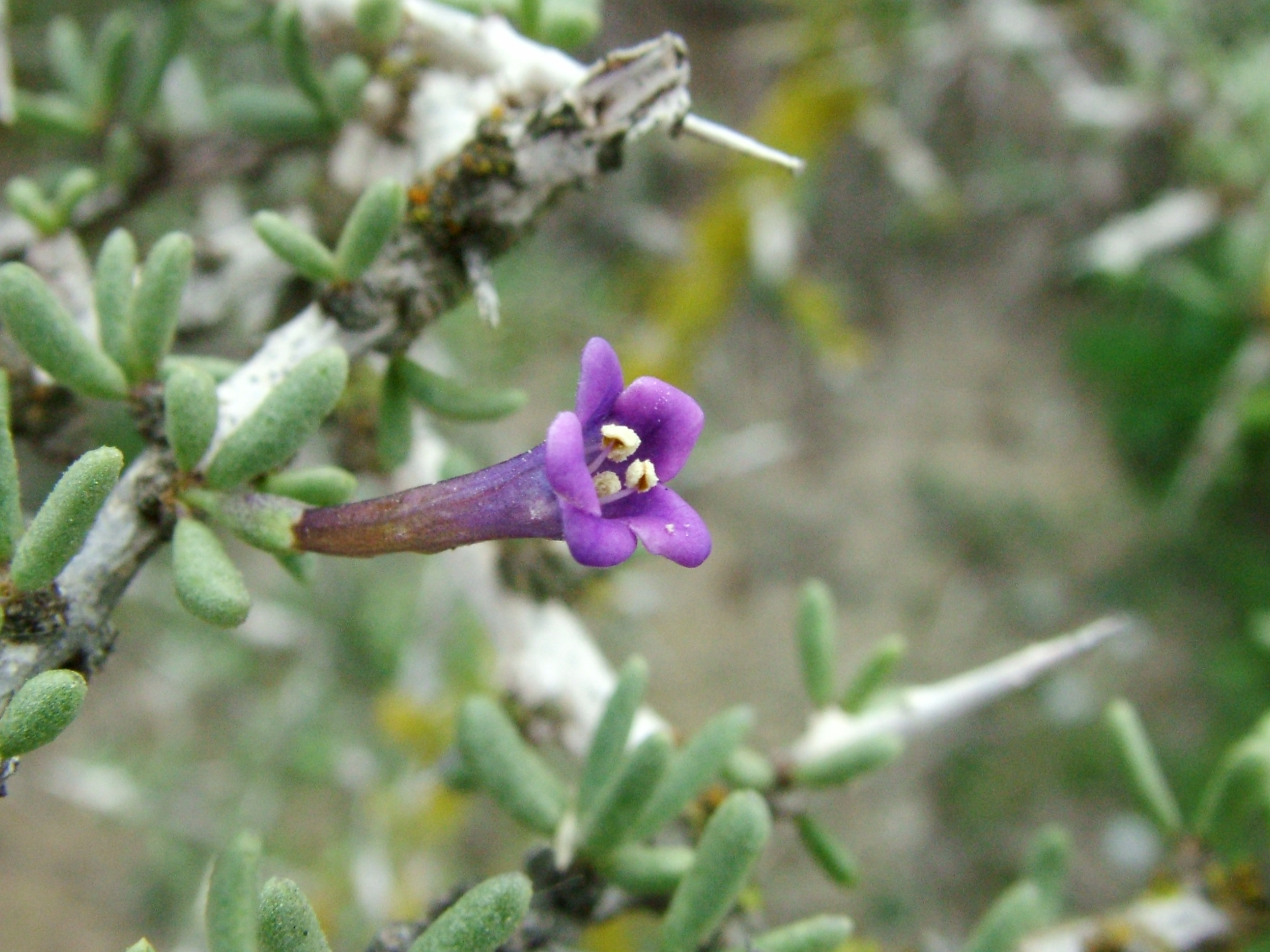
Sparriger Bocksdorn (Lycium intricatum)

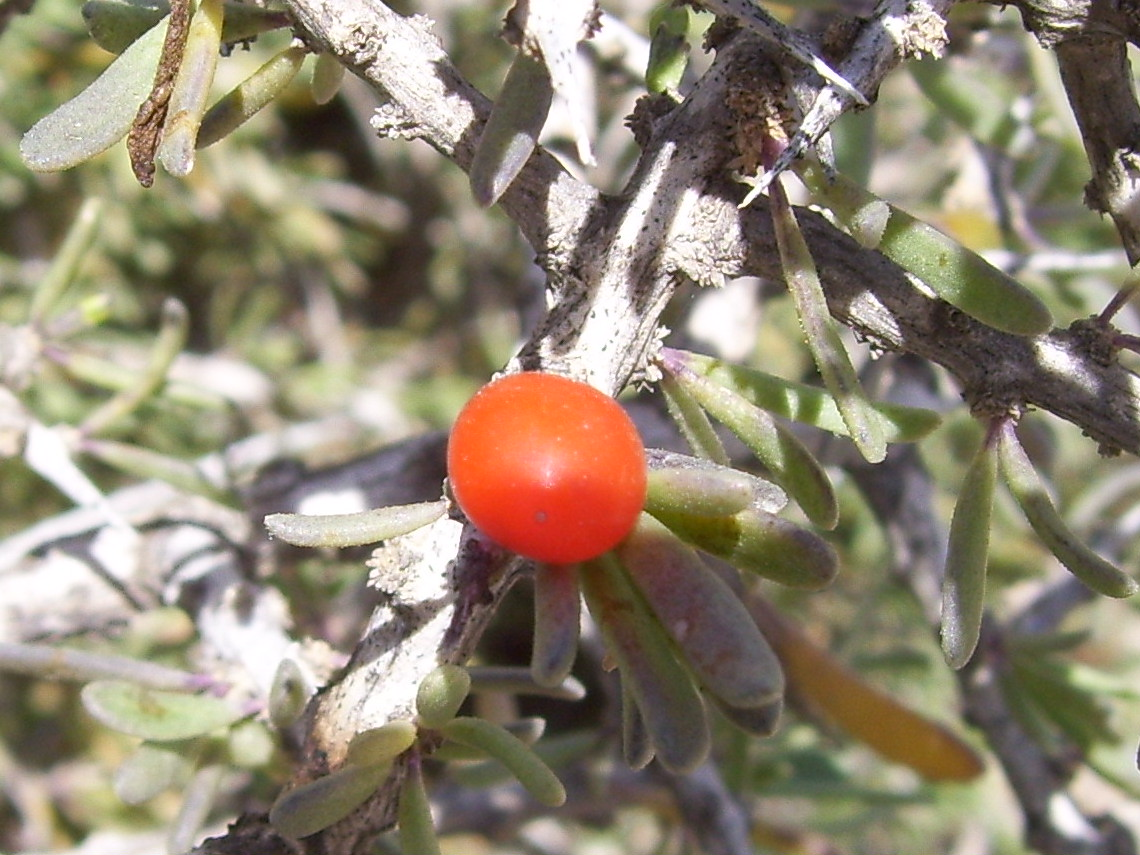
Beere

## Beschreibung
Lycium intricatum ist ein mit Dornen bewehrter, sparriger Strauch, der eine Wuchshöhe von 2 m erreicht. Die bis 15 mm langen Blätter sind zylindrisch bis eiförmig und deutlich sukkulent; bei Trockenheit werden sie abgeworfen. Der Kelch der Blüten besitzt eine bis 2 mm lange Kelchröhre. Die violette Krone ist trichterförmig; die Länge der Kronröhre beträgt 13 bis 18 mm, die Länge der Kronzipfel ist 2 bis 3 Millimeter. Die Frucht ist eine eiförmige, orangerote Beere.
Die Chromosomenzahl beträgt 2n = 24.

## Vorkommen
Die Art ist im Mittelmeerraum verbreitet und kommt in Südspanien, auf den Balearen und auf den Kanaren im Sukkulentenbusch und in Küstennähe vor. In Nordafrika kommt dieser Bocksdorn von Westalgerien bis nach Tanger vor und reicht an der Atlantikküste bis Mauretanien. Im Landesinneren dringt die Art bis in die Steppenregionen Ostmarokkos und Bechar vor. Die Vorkommen auf den Balearen gelten als nicht ursprünglich.

## Belege
- J.S. Miller und R.A. Levin: Lycium intricatum. In: Project Lycieae